# حارة قاع العلفي (صنعاء)
حارة قاع العلفي هي إحدى حارات حي القاع بمديرية التحرير إحد مديريات العاصمة اليمنية صنعاء، بلغ تعداد سكانها 417 نسمة حسب تعداد اليمن لعام 2004.